# Papaver pseudo-orientale
Papaver pseudo-orientale là một loài thực vật có hoa trong họ Anh túc. Loài này được Medw. mô tả khoa học đầu tiên năm 1918.